# Chavacano
Chavacano (také Chabacano či Zamboangueño) je souhrnné označení pro kreolské jazyky založené na španělštině. Na Filipínách jimi mluví 607 000 lidí. V 17. století přišel ze souostroví Moluky na Filipíny. Asi 90 % slovní zásoby je původem ze španělštiny, zatímco gramatika se podobá dalším filipínským jazykům např. tagalog či cebuano. Ve španělsky mluvících zemích se výrazy chavacano nebo krátce chavacán označuje něco mdlého, obyčejného, hrubého, sprostého, nevhodného či neotesaného.
Podle mezinárodního standardu ISO 639-3 (Kódy pro názvy jazyků – Část 3: třípísmenný kód pro vyčerpávající pokrytí jazyků) je kód jazyka chavacano cbk a v ISO 639-2 crp (ostatní kreolské a pidžin jazyky).

## Příklady

### Číslovky v Zamboangueño
| Zamboangueño Chavacano | Česky |
| uno                    | jeden |
| dos                    | dva   |
| tres                   | tři   |
| cuatro                 | čtyři |
| cinco                  | pět   |
| seis                   | šest  |
| siete                  | sedm  |
| ocho                   | osm   |
| nueve                  | devět |
| diez                   | deset |

### Číslovky v Caviteño
| Caviteño Chavacano | Česky |
| uno                | jeden |
| dos                | dva   |
| tres               | tři   |
| kwatro             | čtyři |
| cinco              | pět   |
| seis               | šest  |
| siete              | sedm  |
| ocho               | osm   |
| nueve              | devět |
| diez               | deset |

## Vzorový text
Otčenáš (modlitba Páně) v Ternateño:
Padri di mijotru ta allí na cielo,
Quidá alabaó Bo nombre.
Llevá cun mijotru Bo trono;
Viní con mijotru Boh reino; Siguí cosa qui
Bo mandá aquí na tiehra parejo allí na cielo.
Dali con mijotro esti día
el cumida di mijotro para cada día;
Perdoná quél mgá culpa ya hací mijotro
con Bo, corno ta perdoná mijotro ʻquel mga
culpa ya hací el mga otro genti cun mijotro;
No díja quí cai mijotru na tinitación,
sino hací librá con mijotro na malo.
Amen.
Otčenáš (modlitba Páně) v Caviteño:
Niso Tata que ta na cielo:
Queda santificao Tu nombre;
Manda vini con niso Tu reino;
Sigui el que quiere Tu
aqui na tierra igual como na cielo!
Dali con niso ahora,
niso comida para todo el dia;
Perdona el mga culpa di niso,
si quilaya ta perdona niso
con aquel mga que tiene culpa con niso;
No deja que cai niso na tentacion,
pero salva con niso na malo.
Amen.
Otčenáš (modlitba Páně) v Zamboangueño:
Tata diamon talli na cielo,
bendito el di Uste nombre.
Ace el di Uste voluntad
aqui na tierra,
igual como alli na cielo.
Dale kanamon
el pan para cada dia.
Perdona el diamon maga culpa,
como ta perdona kame
con aquellos tiene culpa kanamon.
no deja que ay cae kame na tentación,
y libra kanamon del mal.
Amen.

### Všeobecná deklarace lidských práv
| chavacano (Caviteño) | Todo el mga genti ya naci libre y igual na dignidad y derecho. Tieni ilos rason y conciencia y debi ilos trata cun uno y otro comu mga hermano. |
| česky                | Všichni lidé se rodí svobodní a sobě rovní co do důstojnosti a práv. Jsou nadáni rozumem a svědomím a mají spolu jednat v duchu bratrství.      |

| chavacano (Zamboangueño) | Todo'l maga ser humano nace libre e igual en dignidad y maga derecho. Dotado con ellos el razon y conciencia y debe ellos comporta fraternalmente con el maga uno con el maga otro. |
| česky                    | Všichni lidé se rodí svobodní a sobě rovní co do důstojnosti a práv. Jsou nadáni rozumem a svědomím a mají spolu jednat v duchu bratrství.                                          |